# Lazard Speyer-Ellissen

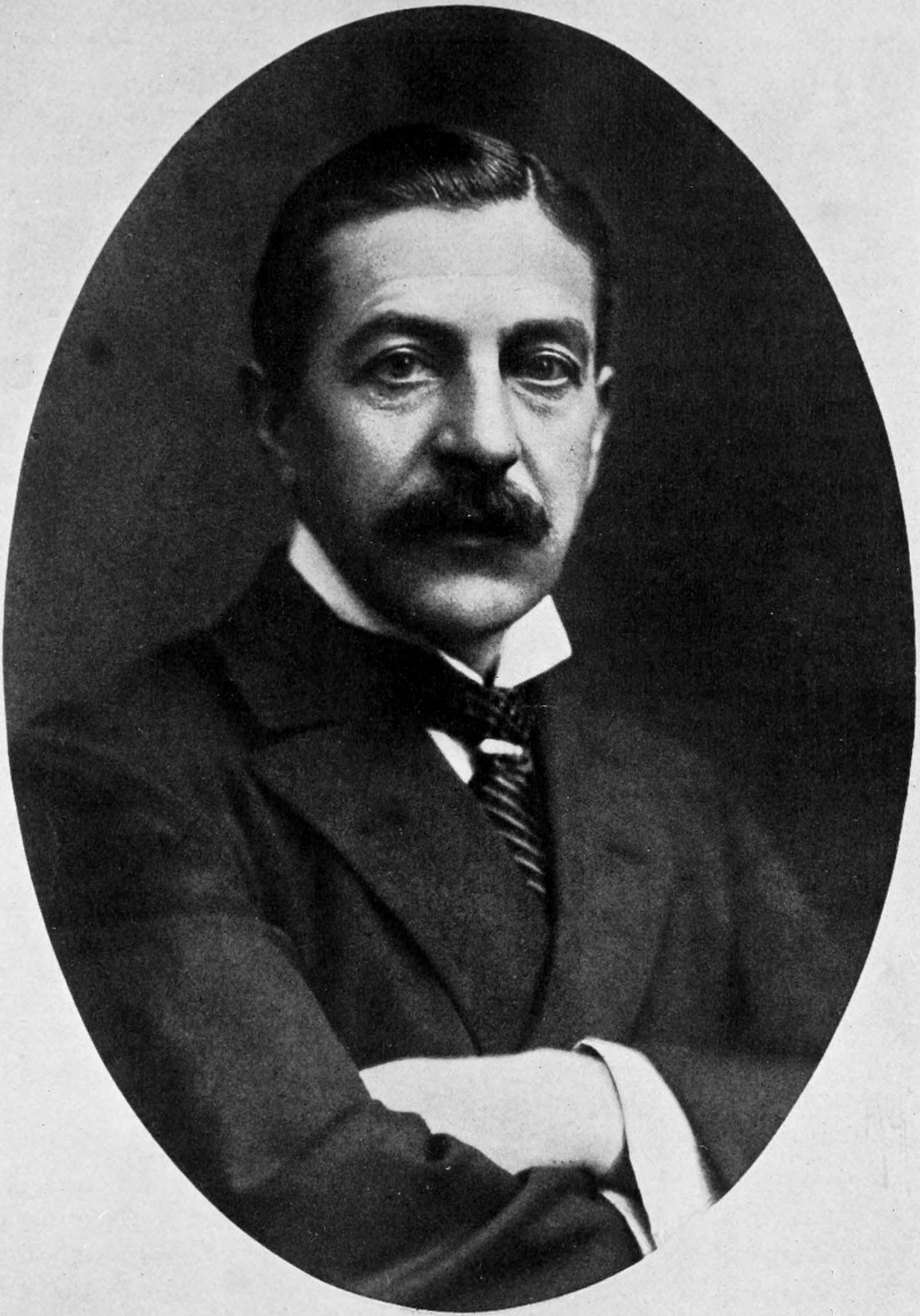
James Speyer (1861–1941)

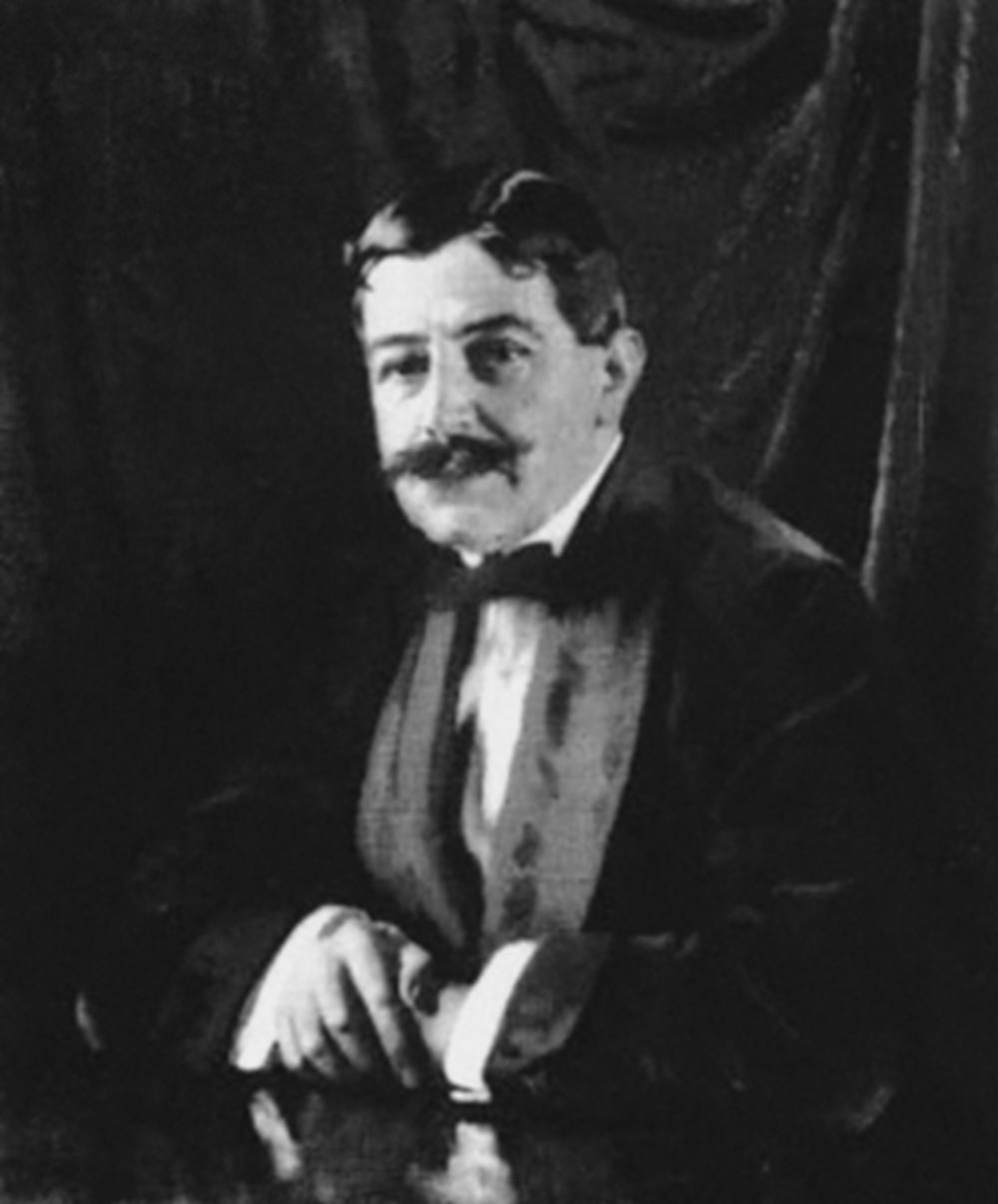
Sir Edgar Speyer (1862–1932)

Lazard Speyer-Ellissen war im 19. und frühen 20. Jahrhundert eines der führenden deutsch-jüdischen Bankhäuser in Frankfurt am Main. Die Bank war seit ihrer Gründung 1838 stark auf deutsch-amerikanische Finanzgeschäfte ausgerichtet. Sie befand sich im Besitz der Familie Speyer.

## Geschichte
1838 gründete Lazarus Joseph Speyer (1810–1876) in Frankfurt am Main das Manufakturwaren- und Speditionsgeschäft Lazard Speyer-Ellissen, welches sich zunehmend Bank- und Wechselgeschäften widmete. Nach dem Tod von Lazarus Josephs Vater, Joseph Lazarus Speyer (1783–1846), ging dessen Bank J. L. Speyer-Ellissen in Lazard Speyer-Ellissen auf. Lazarus Josephs Bruder Philipp Speyer (1815–1876) wanderte 1837 nach New York aus und errichtete dort 1845 eine Bank, die als Philipp Speyer & Co. firmierte (1876 umbenannt in Speyer & Co.). Ein weiterer Bruder von Lazarus Joseph, Gustav Speyer (1825–1883) beteiligte sich ebenfalls an der Gründung dieser Bank, errichtete dann aber 1861 in London eine Bank unter dem Namen Speyer Brothers.
Das Frankfurter Stammhaus war durch wechselseitige Teilhaberschaften mit den Schwesterfirmen in New York und London verbunden. Anders als die bekannte Frankfurter Bankiersfamilie Rothschild, die sich gegen die Errichtung einer eigenen Bank in den USA entschieden, nutzten die Familie Speyer den großen amerikanischen Kapitalbedarf zum Aufbau intensiver Geschäftsbeziehungen zwischen Frankfurt und Nordamerika.
Ab Mitte des 19. Jahrhunderts platzierte Lazard Speyer-Ellissen zahlreiche nordamerikanische Staats- und Stadtanleihen sowie Wertpapiere von nordamerikanischen Eisenbahnunternehmen an der Frankfurter Börse. Ihre nächsten Konkurrenten waren Kuhn, Loeb & Co. und J.P. Morgan. Nach Ausbruch des Amerikanischen Bürgerkriegs 1861 gelang es Lazard Speyer-Ellissen zusammen mit dem ebenfalls in Frankfurt am Main ansässigen Bankhaus Seligmann & Stettheimer den Frankfurter Kapitalmarkt für Kriegsanleihen der Nordstaaten zu interessieren. In Anerkennung ihrer erfolgreichen nationalen und internationalen Tätigkeit, wurde Lazard Speyer-Ellissen neben den Frankfurter Bankhäusern Jacob S.H. Stern und M.A. Rothschild & Söhne in das Reichsanleihe- und Preußenkonsortium aufgenommen. Damit nahm Lazard Speyer-Ellissen an allen bedeutenden staatlichen Anleiheemissionen teil.
Nachdem 1876 gleich drei prominente Mitglieder der Familie Speyer verstorben waren, der Unternehmensgründer Lazarus Joseph Speyer, sein Sohn Jaques Robert Speyer und sein Bruder Philipp Speyer, wurde im folgenden Jahr mit Ignatz Schuster (1840–1889) erstmals ein Teilhaber in die Bank aufgenommen, welcher nicht der Familie Speyer angehörte.
Lazard Speyer-Ellissen wurde seit 1902 von Gustav Speyers Schwager Eduard Beit (1860–1933) fortgeführt, der 1910 mit dem Prädikat „von Speyer“ in den erblichen Adelsstand erhoben wurde, um den Fortbestand des Familiennamens „Speyer“ in Frankfurt am Main zu sichern. Um in Mittelamerika geschäftlich besser Fuß zu fassen, beteiligte sich Lazard Speyer-Ellissen 1905 gemeinsam mit der Deutschen Bank, der Deutschen Ueberseeische Bank und der Schweizerischen Kreditanstalt an der Gründung der „Zentralamerika-Bank“. Diese sollte ihre erste Niederlassung in Guatemala eröffnen, um sich später in die anderen Staaten Zentralamerikas auszudehnen. Es gelang ihr aber nicht, das geplante Geschäftsziel zu erreichen und musste bereits 1906 – um eine rufschädigende Liquidation zu vermeiden – in eine Baugesellschaft umgewandelt werden.
Bis zum Ausbruch des Ersten Weltkriegs 1914 wurden die drei Banken der Familie Speyer Speyer & Co. (New York), Speyer Brothers (London) und Lazard Speyer-Ellissen (Frankfurt am Main) von Eduard Beit von Speyer und seinen beiden Schwägern James Speyer (New York) und Sir Edgar Speyer (London) gemeinschaftlich geführt. Nach dem Ende des Ersten Weltkriegs nahm Lazard Speyer-Ellissen die unterbrochenen Geschäftsbeziehungen zum Finanzplatz New York wieder auf und vertiefte diese durch die Beteiligung von Eduard Beit von Speyer und seines Sohns Herbert (* 1899) an „Speyer & Co.“
Das Bemühen der Bankiersfamilie Speyer wieder ihr internationales Finanznetzwerk aus der Vorkriegszeit aufzubauen, erlitt aber einen schweren Rückschlag als Gustavs Sohn, Edgar Speyer (1862–1932), 1922 Großbritannien verließ und in die USA auswanderte. Wiederholte öffentliche Vorwürfe während des Ersten Weltkriegs nicht loyal zu Großbritannien gestanden zu haben, hatten ihn zu diesem Schritt bewogen. Er verkaufte seinen ganzen britischen Privatbesitz und ließ das Londoner Bankhaus „Speyer Brothers“ 1922 liquidieren.
Auf der Suche nach neuen ertragreichen Geschäftsfeldern übernahm Lazard Speyer-Ellisson 1928 die befreundete Berliner Bank C. Schlesinger-Trier & Co. Die Rechtsform von Lazard Speyer-Ellissen wurde danach in eine Kommanditgesellschaft auf Aktien (KGaA) umgewandelt. Außerdem wurde der Berliner Geschäftssitz von C. Schlesinger-Trier & Co. beibehalten. Mit dem Kauf von C. Schlesinger-Trier & Co. erhoffte sich Lazard Speyer-Ellisson nicht nur allgemein einen besseren Zugang zu dem großen Berliner Finanzmarkt, sondern wollte speziell im Kreditgeschäft mit Industrieunternehmen Fuß fassen. Dies sollte sich bald als fataler Irrtum herausstellen.
In Folge des Ausbruchs der Weltwirtschaftskrise 1929 erlitt Lazard Speyer-Ellissen mit Krediten an Industrieunternehmen große Verluste und musste Anfang der 1930er Jahre von Speyer & Co. finanziell umfangreich gestützt werden. Nach dem Tod von Edgar Speyer 1932 und Eduard Beit von Speyer ein Jahr später, sah sich Speyer & Co. schließlich gezwungen 1934 der stillen Liquidation seines ehemaligen Frankfurter Stammhauses zuzustimmen. Diese Entscheidung stand in keinem direkten kausalen Zusammenhang mit der Machtergreifung der NSDAP 1933 und deren „Judenpolitik“. Letzteres dürfte aber indirekt James Speyer in seiner Entscheidung bestärkt haben, kein weiteres Geld in „Lazard Speyer-Ellissen“ zu investieren. Einen Teil der Angestellten übernahm die Deutsche Bank.
1938 setzte sich James Speyer (1861–1941) zur Ruhe und entschied sich lieber Speyer & Co. in New York zu schließen als die Bank mit seinem Namen Geschäftspartnern zu überlassen. Dementsprechend wurde die letzte der drei Banken der Familie Speyer 1939 liquidiert.

## Teilhaber
| Name                     | Lebensdaten | Dauer der Teilhaberschaft: |
| ------------------------ | ----------- | -------------------------- |
| Lazarus Joseph Speyer    | 1810–1876   | 1838–1876                  |
| Gustav Speyer            | 1825–1883   | 1838–1883                  |
| Georg Speyer             | 1835–1902   | 1868–1902                  |
| Jaques Robert Speyer     | 1837–1876   | 1868–1876                  |
| Ignatz Schuster          | 1840–1889   | 1877–1885                  |
| Wilhelm Bonn             | 1843–1910   | 1886–1903                  |
| Bernhard Schuster        |             | 1896–1903                  |
| Eduard Beit (von Speyer) | 1860–1933   | 1896–1928                  |
| Lucien Picard            | 1854–1935   | 1904–1923                  |
| Carl Bergmann            | 1874–1935   | 1924–1927                  |
| Albert Bing              |             | 1906–1921                  |

1928 änderte die Bank „Lazard Speyer-Ellissen“ ihre Rechtsform in eine Kommanditgesellschaft auf Aktien (KGaA). Dementsprechend gab es danach keine Teilhaber mehr, sondern nur noch Aktionäre.